# Anastasio de Sergiopolis
Anastasio de Persia, conocido como Anastasio "el Persa", o Anastasio el Mártir, militó en el ejército de Cosroes. Ansioso de saber el misterio de la Cruz, dijéronle que el Hijo de Dios había muerto en ella por salvar a los hombres. Bautizado por el obispo de Jerusalén, se asoció a los carmelitas. Anteriormente había pertenecido al Zoroastrismo, y se convirtió en el 620. Padeció cárcel y azotes, y por fin, por el mismo rey a quien antes había servido, fue decapitado. Es venerado como santo, ya que padeció el martirio. Su fiesta se celebra el 22 de enero.

## Hagiografía
Anastasio nació en la aldea persa de Rasnouni, en una familia zoroastriana. Su nombre real era ماگندار, (romanizadoː Magundat). Su padre, Bau, era un sacerdote zoroástrico, que lo instruyó en las artes que practicaba.
Cuando tuvo la edad necesaria, se alistó en el ejército del emperador sasánida Cosroes II. Estando aún al servicio del emperador, se trasladó a Seleucia, a donde llegaron como prisioneros, unos cristianos, capturados durante la toma de Jerusalén, en el 614. Los persas trajeron consigo, también, las reliquias de la Santa Cruz, que los cristianos veneraban con fervor. La fe que despertaba la reliquia, intrigó a Magundat, quien se interesó por la religión cristiana.
Magundat se convirtió al cristianismo en el 620.